# Moritz von Dörnberg
Moritz Freiherr von Dörnberg (* 25. Mai 1821 im Schloss Hausen; † 6. Dezember 1912 in Kassel) war Kammerherr und Abgeordneter der kurhessischen Ständeversammlung.

## Leben

### Herkunft und Familie
Moritz von Dörnberg entstammte dem Geschlecht der Freiherren von Dörnberg, das zum evangelischen hessischen Uradel gehörte. Von 1732 an hatten die von Dörnberg das Hofamt des Erbküchenmeisters (Erbhofmeisters) von Hessen-Kassel inne. Er war der Sohn des Ludwig Wilhelm von Dörnberg (1773–1837) und dessen Gemahlin Caroline von Baumbach. Am 1. März 1851 heiratete er in Frankfurt/Main Marie Wilhelmine Malapert, Tochter des Karl Freiherr von Malapert gen. von Neufville (Herzoglich-Nassauischer Kammerherr und Major) und Christiane von Heyden.

### Wirken
Moritz war herzoglich-nassauischer Kammerherr, bevor er 1855 in die Kurhessische Ständeversammlung kam und Nachfolger des Fürsten zu Ysenburg und Büdingen wurde. Diese Versammlung, die von 1830 bis zur Annexion Hessens durch Preußen im Jahre 1866 bestand, löste die Landstände der Landgrafschaft Hessen als Vertretungskörperschaft ab. Moritz legte 1856 sein Mandat nieder.